# Herbie Tsoaeli
Herbie Motlatsi Tsoaeli (* 28. November 1964 in Kapstadt) ist ein südafrikanischer Jazzmusiker (Bassgitarre, Kontrabass, Komposition).

## Leben und Wirken
Tsoaeli ist als Musiker weitgehend Autodidakt, erhielt aber formalen Musikunterricht an der Music Action for People's Power durch Merton Barrow. Seine professionelle Karriere begann 1986 in der Band Peto, die landesweit bekannt wurde, nachdem sie bei der jährlichen Talentsuche von Shell Road to Fame mit ihrem Song Kaya - Where the Heart Is einen ersten Platz gewonnen hatte. Eine weitere Band, der er zunächst angehörte, war die Afro-Pop-Gruppe Ikhwezi.
Mitte der neunziger Jahre war Tsoaeli an dem Projekt Mahube beteiligt, einer kulturübergreifenden Zusammenarbeit von zwölf der besten Musiker des südlichen Afrika, darunter Steve Dyer, Oliver Mtukudzi, George Phiri, Suthukazi Arosi, Feya Faku, Sydney Mavundla, Phinda Mtya, Skorpion Madondo, Barry van Zyl, Andile Yenana und Sean Fourie, deren Album Music from Africa 1998 erschien. Weiter arbeitete er mit Winston Mankunku Ngozi, Abdullah Ibrahim,  Bheki Mseleku, Zim Ngqawana (Vadzimu 2003), Hugh Masekela und Sibongile Khumalo (Immortal Secrets). Mit Ngqawana tourte er international, auch in dessen Zimology Quartet; in Großbritannien kam es dabei auch zur Begegnung mit Keith Tippett und seiner Gruppe Mujician.
Tsoaeli gehörte zur Gruppe Voice an der Seite von Andile Yenana, Sidney Mnisi (Saxophon), Marcus Wyatt (Trompete) und Schlagzeuger Morabo Morojele. 2001 nahm Voice ihr Debütalbum Quintet Legacy: Volume One auf, noch mit Lulu Gontsana am Schlagzeug. Tsoaeli gehörte auch zur Band, die Suthukazi Arosis Album uBuntu (Sheer, 2001) aufnahm, für das er auch komponierte und arrangierte. Das Album wurde bei den South African Music Awards ausgezeichnet. Auch Suthukazi Arosis Folgealbum Songs for Our Grandchildren (2003) wurde bei den South African Music Awards als bestes Traditional Jazzalbum nominiert. Daneben begleitete er 2002 Bono, dann Miriam Makeba (Reflections, 2004), Pat Matshikiza und Adam Glasser.
In den letzten Jahren leitete er eigene Bands, mit denen er die Alben African Time (Sheer Sound, 2012) und·In Concert (Gallo/Sheer Sound, 2014) vorlegte, gehörte aber auch zur Band von Andile Yenana. Auf dem Jazzfest Berlin 2021 trat er mit seinem Quintett und den Sängerinnen Busi Sibeko, Bongani Nikelo und Sakhile Moleshe auf. 2021 legte er das Album At This Point in Time: Voices in Volumes vor.